# Diamètres centraux de Moscou
Les Diamètres centraux de Moscou est un réseau de transport en commun au gabarit ferroviaire desservant Moscou et son agglomération.